# 安巴拉沃區
21°14′00″S 47°14′00″E / 21.2333°S 47.2333°E

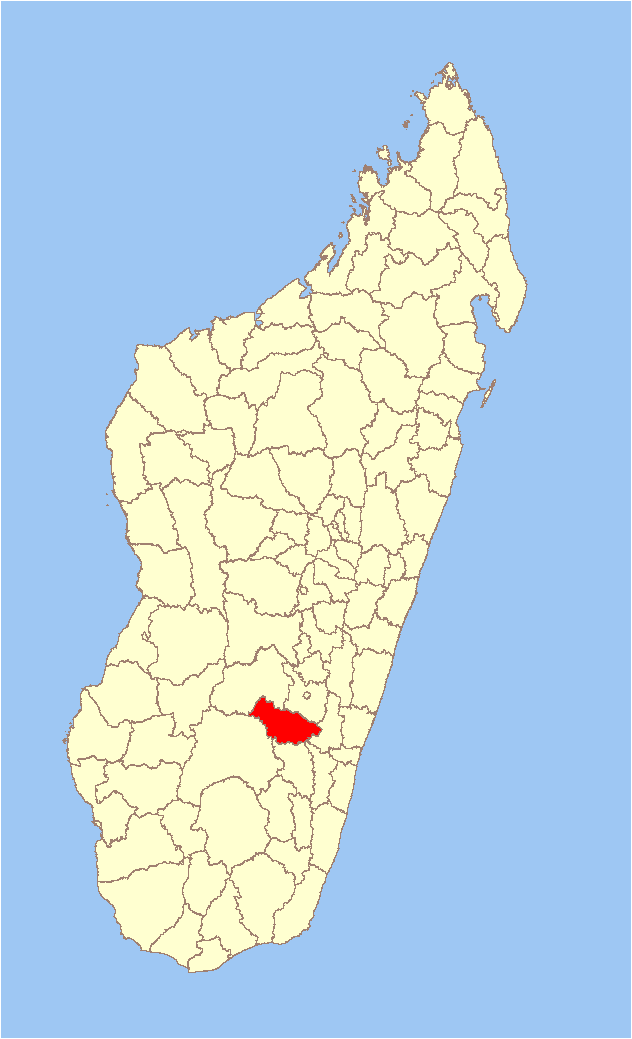
安巴拉沃区地图

安巴拉沃區，是馬達加斯加的行政區，位於該國中部，由上馬齊亞特拉區負責管轄，首府設於安巴拉沃，面積5,151平方公里，2011年人口198,428，人口密度每平方公里39人。